# Gubben med geten
Gubben med geten, eller Getgubben, är en offentlig skulptur i brons av Allan Runefelt, som finns på sju platser i Sverige.
Konstnären sägs under en resa i Frankrike, då han tecknade mycket, ha upptäckt att getter och gubbar kan likna varandra.
Fritz H Eriksson var den som i början av 1950-talet tog initiativet till Västertorps utsmyckning med skulpturer. Han såg Allan Runefelts skisser från Frankrike och beställde konstverket, som skapades 1952. Skulpturen var tänkt att stå i en skogsdunge i Västertorp, men Allan Runefelt ansåg att det var viktigt att det skulle placeras på en plats där så många som möjligt kunde bekanta sig med skulpturen på nära håll, och därför placerades den 1955 som det första exemplaret i en serie på Störtloppsvägens trottoar vid torget i Västertorps centrum.
I Bredäng i Stockholm, vid Bredängs Allé nära Bredängstorget, finns en annan getskulptur av Allan Runefelt: Geten Pelle från omkring 1965.

## Lokaler
- Gubben med geten vid Störtloppsvägen 13, vid torget i Västertorps centrum i Stockholm, 1955 59°17′32″N 17°58′06″Ö / 59.29233°N 17.96829°Ö
- Getgubben, i kvarteret Geten i Kristianstad, uppsatt av Kristianstadsbyggen AB 1955[3] 56°02′44″N 14°09′50″Ö / 56.04556°N 14.16389°Ö
- Gubben med geten, Lyckantorget i Båstad (till 2018 på Köpmansgatan), från omkring 1987[4][5] 56°25′34″N 12°50′54″Ö / 56.42611°N 12.84833°Ö
- Getgubben, korsningen Drottninggatan/Norra Kungsgatan i Gävle, 1988[6] 60°40′28″N 17°08′37″Ö / 60.67444°N 17.14361°Ö
- Grönbetesvägen 17 i kvarteret Geten, Grönbetesvägen/Oxhagsvägen i Kristianstad 56°02′44″N 14°09′50″Ö / 56.04556°N 14.16389°Ö
- Gubben med geten, Karolinska sjukhusets park i Solna 59°21′04″N 18°01′57″Ö / 59.35111°N 18.03250°Ö
- Getgubben mellan Örebro läns museum på Engelbrektsgatan och Svartån i Örebro 59°16′22″N 15°13′05″Ö / 59.27278°N 15.21806°Ö (ungefärliga koordinater)

## Bildgalleri

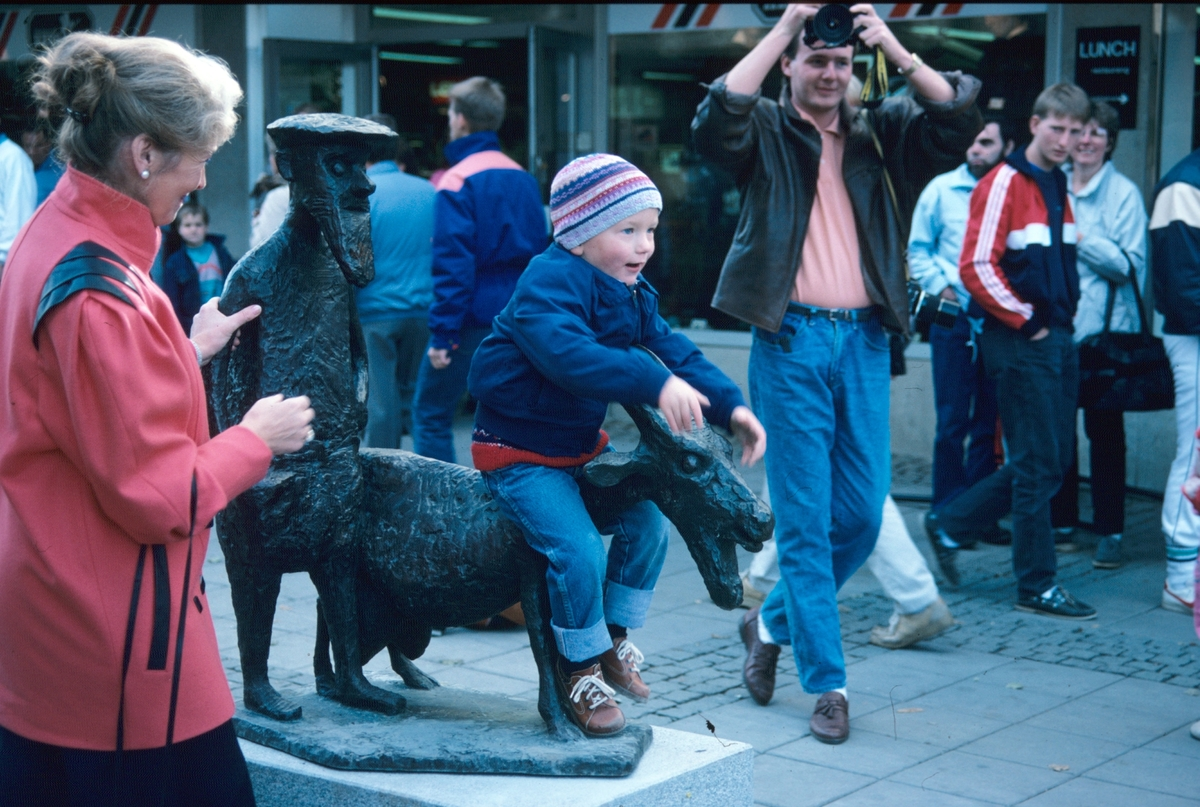
Drottninggatan i Gävle, 1980-talet.[6] Foto: Torsten Röstlund
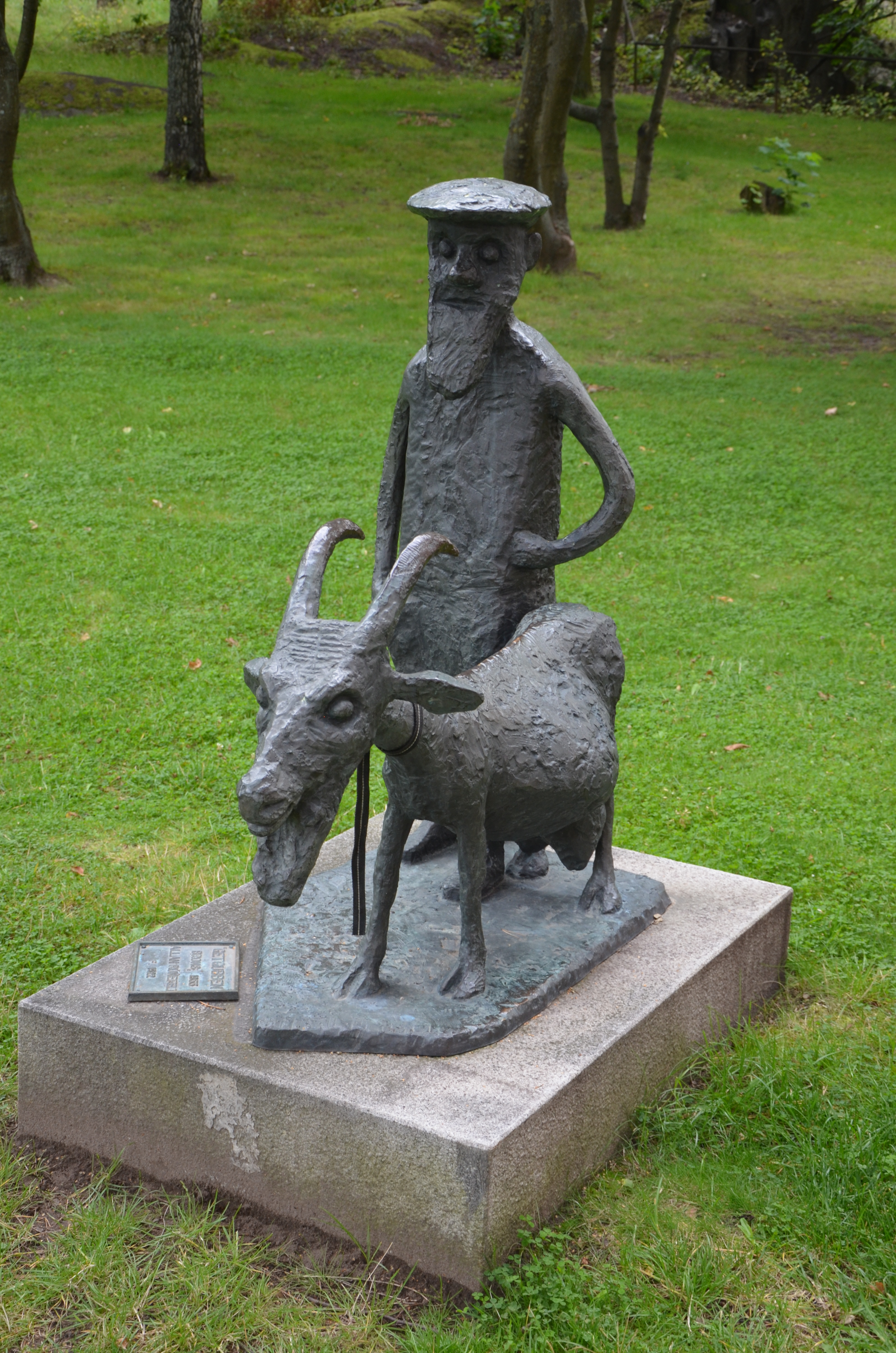
Karolinska sjukhusets park i Solna
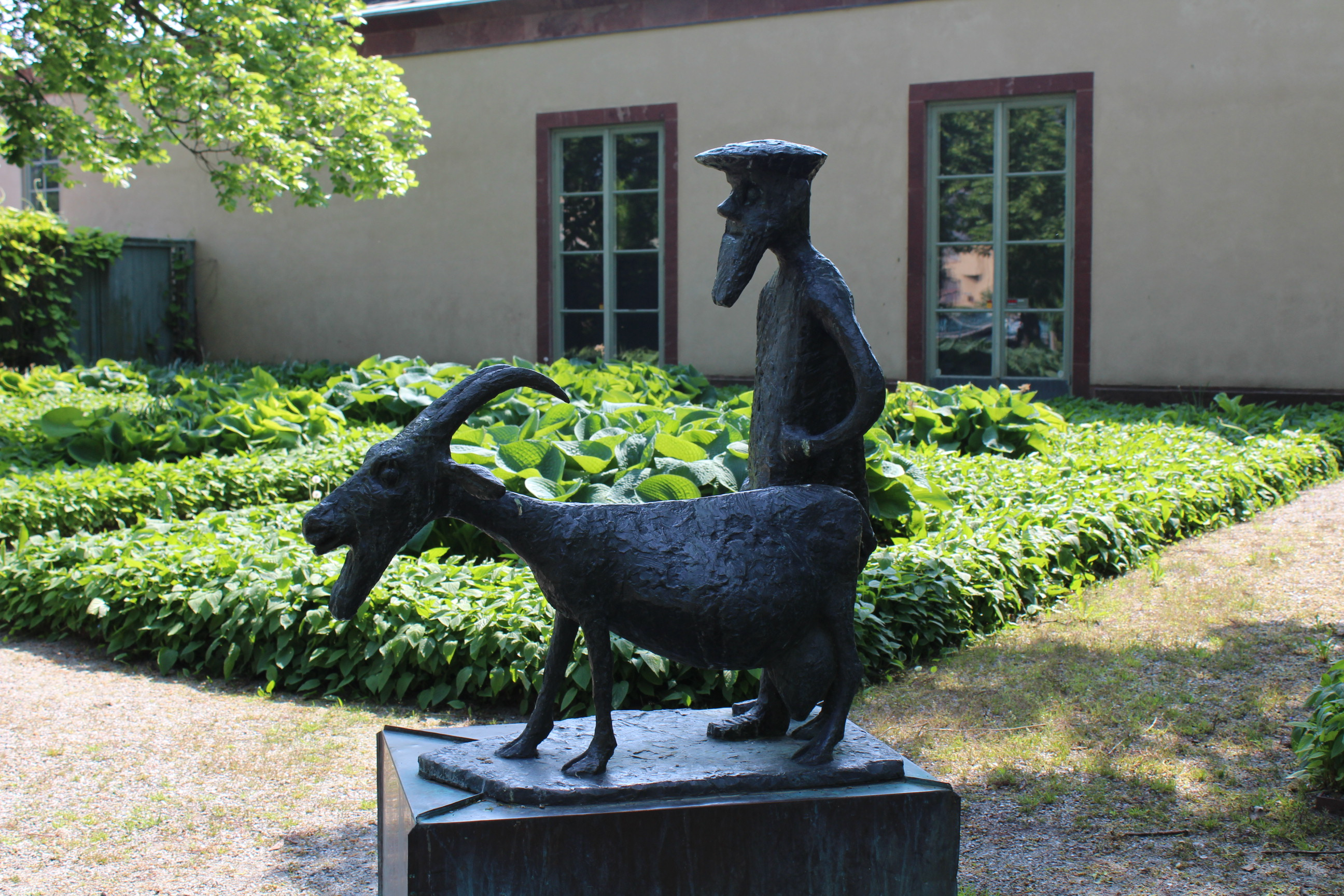
Slottsparken utanför Örebro länsmuseum
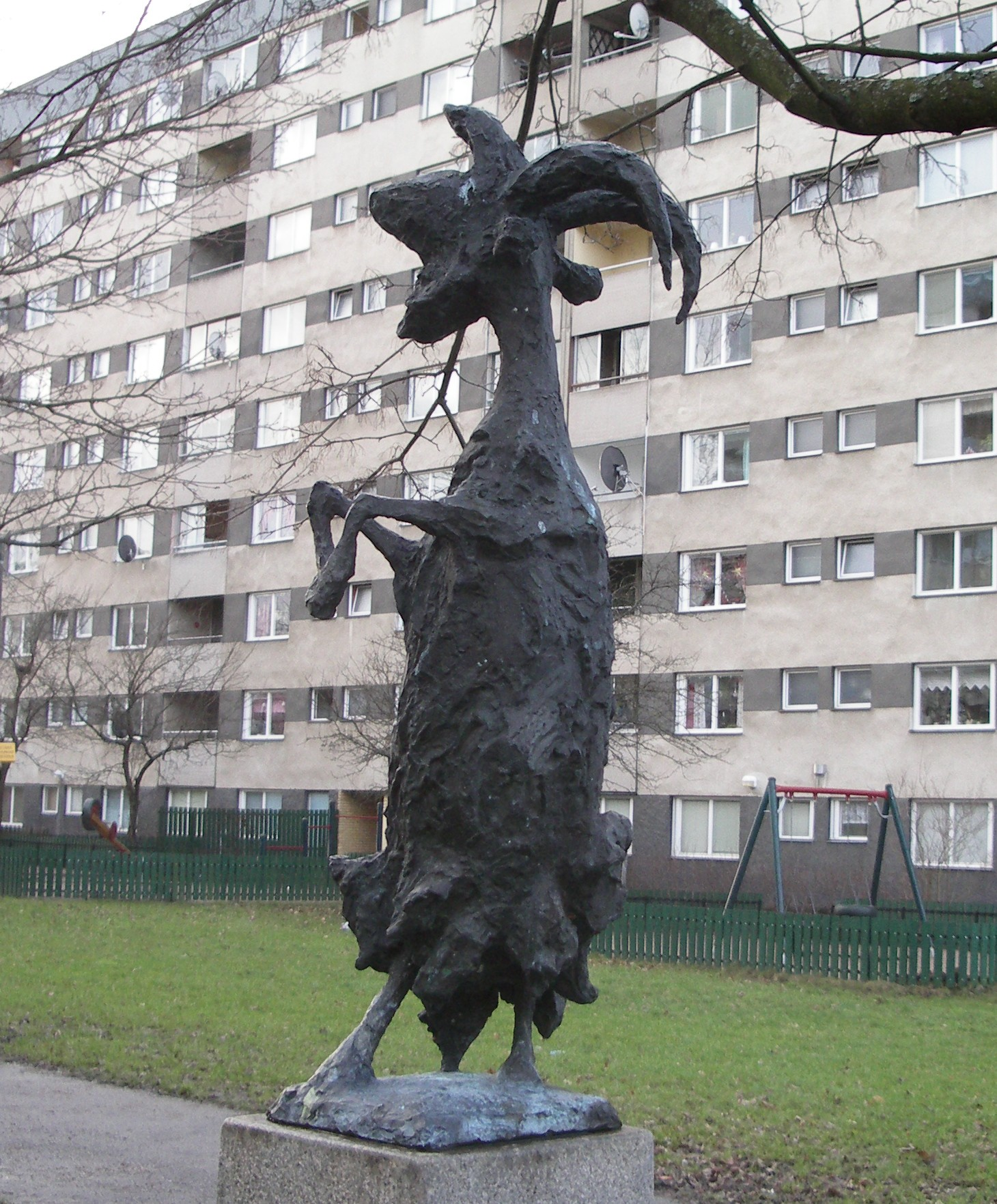
Pelle i Bredäng i Stockholm